# Paddy Moloney

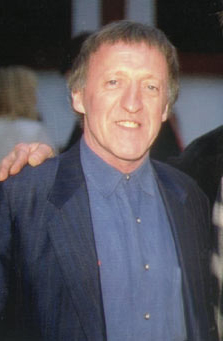
Paddy Moloney (2009)

Paddy Moloney (irisch: Pádraig Ó Maoldomhnaigh; * 1. August 1938 in Dublin, Irland; † 12. Oktober 2021 ebenda) war ein irischer Uilleann-Pipes-Spieler.

## Leben
Moloney wurde 1938 in Donnycarney im Norden von Dublin geboren. Er wuchs in einer Musikerfamilie auf. Mit sechs Jahren spielte er die Tin Whistle und mit acht Jahren begann er, die Uilleann Pipes zu erlernen. Sein Lehrer war Leo Rowsome. Mit zwölf Jahren gewann Moloney die All Irish Championship in der Sparte Uilleann Pipes.
Nach der Schule arbeitete er zunächst in der Buchhaltung der irischen Baufirma Baxendales. Er war – teils gleichzeitig – Mitglied mehrerer Bands, unter anderem der Skiffle-Band The Three Squares. Mitte der 1950er Jahre lernte er Seán Potts und Michael Tubridy kennen, mit denen er fortan zusammenarbeitete. Ende der 1950er Jahre leitete er eine Band mit Seán Potts, Banjospieler Barney McKenna (später bei den Dubliners), der Sängerin Larry Tracey und dem früh verstorbenen Flötisten und Stepptänzer Paidí Bán Ó Broin, der auf die Verwendung der irischen Sprache großen Wert legte. Etwa zur selben Zeit lernte Moloney Seán Ó Riada kennen, als er mit Seán Potts, Michael Tubridy, Martin Fay und anderen in Dubliner Clubs spielte. Aus diesem Kreis rekrutierte sich Ó Riadas Band Ceoltóirí Chualann (siehe The Chieftains). Diese Band nahm bis 1967 fünf Alben auf.
1962 wollte Paddy Moloney dann seine eigenen Ideen verwirklichen und gründete für ein Album – neben dem Ceoltoiri-Chuallan-Projekt – seine Band The Chieftains. Mit dabei waren aus Ó Riadas Band Seán Potts, Martin Fay, Peadar Mercier und Michael Tubridy sowie der betagte Bodhran-Spieler Dave Fallon. Sie nahmen das Album The Chieftains auf, welches auf Garech a Brúns (Garech Browne) neu gegründetem Label Claddagh erschien. 1968 hörte Paddy bei Baxendales auf, um nur noch für das Claddagh-Label zu arbeiten. Während dieser Zeit war er auch als Produzent einiger LPs des Labels tätig. 1969 formierte Moloney die Chieftains neu. Für den aus Altersgründen nicht mehr aktiven David Fallon holte er Peadar Mercier, als zweiter Geiger wurde der junge Seán Keane aus Ó Ríadas Band engagiert.
Mit den Chieftains spielte Moloney bis zuletzt. Zahlreiche Musiker verließen die Band und wurden durch andere ersetzt, doch seit mehr als 40 Jahren war Paddy Moloney als einzig übrig gebliebenes Gründungsmitglied der Kopf der Gruppe. Moloney hatte großen Anteil am Erfolg der Chieftains. Die Band spielte in vielen Ländern und auf mehreren Kontinenten. Mit zahlreichen Musikern hat die Band zusammen gespielt und dabei viele Einflüsse aufgenommen.
Neben seiner Führungsrolle bei den Chieftains war Paddy Moloney an zahlreichen musikalischen Projekten beteiligt. Er wirkte an Aufnahmen von Mick Jagger, Mike Oldfield, Midge Ure, Paul McCartney, Van Morrison, Mike McGear, Alan Stivell, Christy Moore, Don Henley, Värttinä und Roger Waters (The Wall in Berlin) mit. Er schrieb Filmmusiken für Filme wie Tristan und Isolde (Verfilmung mit Richard Burton), The Year of the French, The Ballad of the Irish Horse, The Grey Fox, Treasure Isle (Die Schatzinsel, Neuverfilmung), Far and Away (In einem fernen Land), Agnes Browne, Das malvenfarbene Taxi (Le Taxi mauve) sowie Gods and Generals.
1988 erhielt Moloney den Ehrendoktortitel des Trinity College Dublin für seine musikalischen Verdienste um die Republik Irland. Er starb im Oktober 2021 im Alter von 83 Jahren.

## Diskografie
als Bandmitglied:
- mit Ceoltoiri Chuallan (siehe The Chieftains)
- mit The Chieftains (siehe The Chieftains)

Solo und Kollaborationen:
- Paddy Moloney & Sean Potts: Tin Whistles (1973)
- Paddy Moloney: Silent Night: A Christmas in Rome (1998)
- John Montague & Paddy Moloney: The Wild Dog Rose (2011)